# Goran Ćurko
Goran Ćurko (* 21. August 1968 in Novi Sad) ist ein ehemaliger Fußballtorwart aus Serbien. Seine Profistationen in Deutschland waren der 1. FC Nürnberg, Tennis Borussia Berlin, der VfB Leipzig, Kickers Offenbach, der SSV Reutlingen und Arminia Bielefeld.

## Leben
Ćurko wurde am 21. August 1968 in Novi Sad geboren. Er begann in Serbien seine Karriere in Novi Sad und wechselte 1995 vom FK Bečej nach Deutschland zum VfL Herzlake, von wo er nach guten Leistungen zum Zweitligisten 1. FC Nürnberg wechselte. Dort absolvierte er 34 Spiele und wechselte zu Tennis Borussia Berlin in die Regionalliga. Dort verwandelte er im Aufstiegsspiel gegen die Sportfreunde Siegen beim Stand von 0:0 einen Elfmeter; „TeBe“ stieg daraufhin in die 2. Fußball-Bundesliga auf. Ćurko wurde in der nächsten Saison durch den Schweizer Andreas Hilfiker als Stammtorhüter ersetzt. Nach kurzen Intermezzi beim VfB Leipzig und Kickers Offenbach wechselte er zu Arminia Bielefeld, wurde dort aber nach einem Skandalspiel entlassen. Die letzte Station seiner Karriere in Deutschland war der SSV Reutlingen. Danach kehrte er wieder in seine Heimat zurück, wo er für verschiedene Vereine spielte.
Ćurko absolvierte in Deutschland 183 Profispiele und erzielte zwei Tore, beide durch Elfmeter.

## Kontroverse
Ćurko sorgte 2000 bei Arminia Bielefeld gegen den SV Waldhof Mannheim für einen Eklat, als er nach anhaltenden Schmährufen seiner eigenen Fans in Reaktion auf seine Provokationen und obszönen Gesten in der 63. Minute eigenständig vom Platz ging und gegen Dennis Eilhoff ausgewechselt werden musste. Wenige Tage später wurde er entlassen.
Die Berliner Morgenpost widmete vielen seiner Torwartfehler einen Bericht und nannte seinen Namen im Zusammenhang zum Fußball-Wettskandal 2005.

## Privates
Er ist der Vater des serbischen Fußballprofis Saša Ćurko, der während seiner Zeit in Reutlingen geboren wurde.